# Canal de Vaucluse
Le canal de Vaucluse prend naissance à la Prise du Prévôt, dite aussi « La Croupière », sur la commune du Thor. Ses eaux proviennent d'une dérivation de la Sorgue d'Entraigues, via la Sorgue du Trentin à l’aval de la prise. Ce canal appartient intégralement au réseau des Sorgues. Hydrologiquement, puisque comme toutes les autres Sorgues, ses eaux proviennent de la fontaine de Vaucluse, étymologiquement aussi puisque les différents actes et documents cartographiques dénomment ce cours d’eau « la Sorgue », tout comme la plupart des riverains.

## Histoire

### Moyen Âge
Le canal est un ouvrage millénaire. Sa création remonte au Xe siècle et fut entreprise à l'initiative des chanoines de Notre-Dame des Doms. Il s’agissait alors de drainer la plaine des Sorgues et d’alimenter en eau Avignon.
Le canal de Vaucluse descendait l'actuelle rue des Teinturiers jusqu'au Portail Peint ou Portail Imbert vieux, sis à l'entrée de la rue Bonneterie, puis obliquait à découvert le long des lices pour alimenter les douves des fortifications. Il était initialement bordé pour protéger ses rives.
Cet apport protecteur fut doublé en 1229 par un nouveau canal, la Durançole ou Canal de l'Hôpital. Les eaux apportées par celui-ci provenaient de la Durance et se déversaient dans les fossés ouest des fortifications, à l'opposé de celles provenant de la Sorgue.
C'est d'ailleurs au XIIIe siècle que commença l'aménagement de son cours avec l'installation de moulins. Un des plus anciens fut celui de  Réalpanier, qui était initialement un moulin à draps.
Le 24 juin 1406, un document de voirie désigne sous le nom de « grand sorgo » le canal qu'il est question de nettoyer et de curer. Celui-ci va durer deux ans et permis de mettre à jour les bords originaux.

### Renaissance
Une industrie textile, liée à la laine et à la soie, s'installa sur les rives du canal soit à proximité d'Avignon, soit dans sa partie intra-muros. Les teinturiers, qui allaient donner leur nom à la rue que borde la Sorgue, intervinrent, dès 1477, auprès du Conseil de Ville pour demander la déviation des eaux de la Durançole et ne conserver que celles de la Fontaine de Vaucluse dont la pureté donnaient à leurs étoffes éclat et vivacité des couleurs.

### Période moderne
Le mercredi 5 septembre 1792, les Avignonnais en colère démantelèrent un certain nombre de roues à aubes sur le canal prétendant qu'elles provoquaient des inondations en amont de la Porte Limbert.
Jusqu'à la Révolution le canal fut géré par le Chapitre métropolitain d'Avignon. Un des derniers actes signés par les chanoines est daté du 23 août 1790. Ils donnaient pouvoir à leurs administrateurs pour faire exhausser un pont « afin d'éviter la dépense extraordinaire qu'occasionne annuellement le repurgement sous ce pont ».

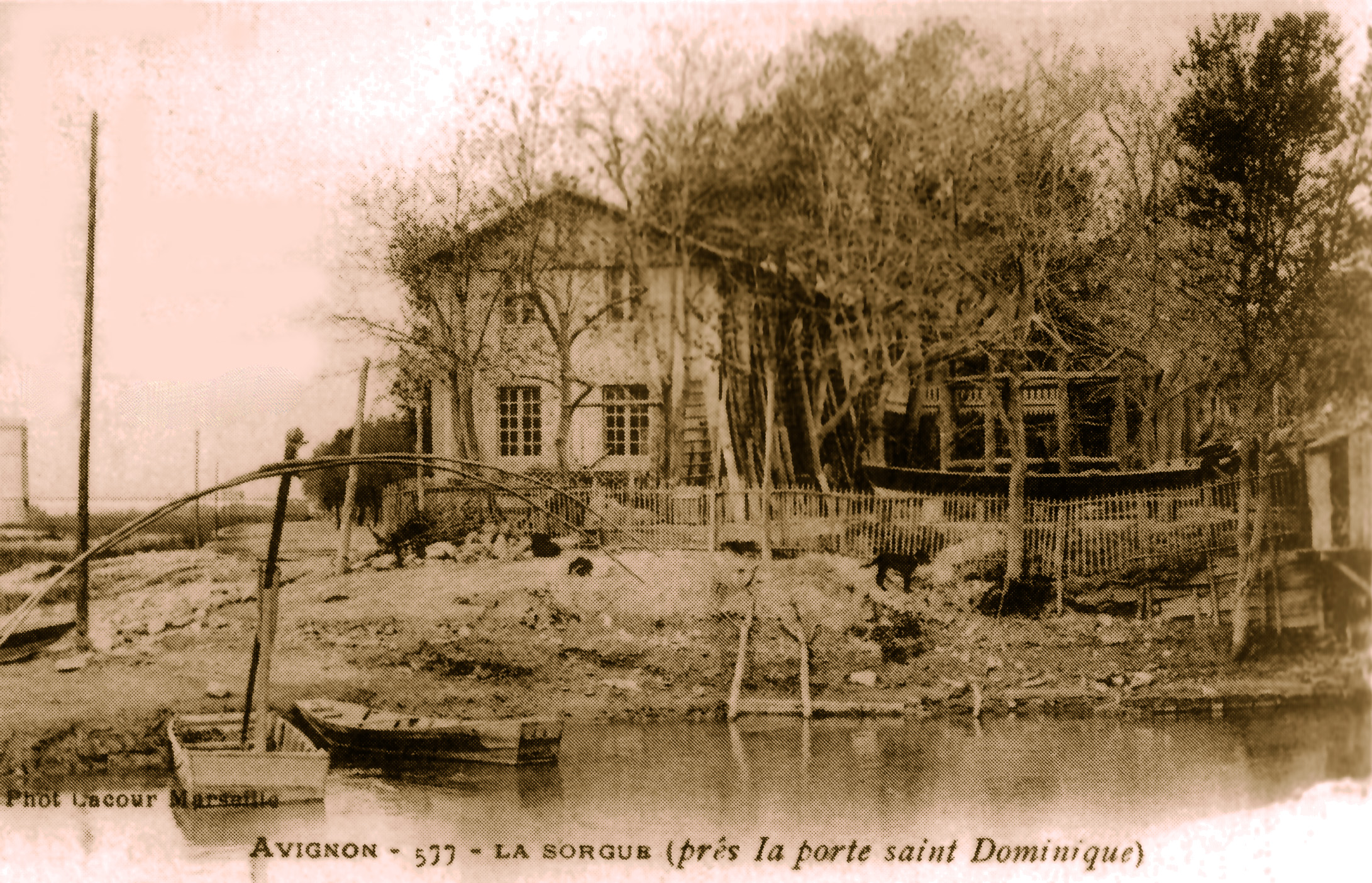
La Sorgue près de la porte Saint-Dominique

Puis le canal passa sous l'autorité du préfet de Vaucluse. Ce dernier déléguait ses pouvoirs à un ingénieur en chef qui avait sous sa responsabilité des ingénieurs d'arrondissement. Ils contrôlaient le canal de sa prise jusqu'à l'intérieur d'Avignon.
Le 23 juin 1859, des Tuileries, Napoléon III signa un décret concernant le règlement des eaux du canal. L'intérêt de ce document est qu'il énumère toutes les roues hydrauliques en service avec le nom de leurs propriétaires, leur affectation industrielle ainsi que la hauteur maximale de leurs aubes.
L'autorisation de former des syndicats le fit passer  sous celle du « Syndicat des eaux du Canal de Vaucluse » qui en assura sa gestion. Le 10 octobre 1906, sous la présidence de M. Chambon, il réclama à la Société Amic la somme de 1 000 francs correspondant à un arriéré dû depuis 1878 pour usage de leur roue hydraulique.

### Période contemporaine
De nos jours, le canal traverse six communes regroupant 200 000 habitants. Cette urbanisation et les dernières inondations ont rendu indispensable tant son aménagement que sa gestion hydraulique. D'autant que depuis un arrêté préfectoral de 1972, il assure officiellement l'écoulement des eaux pluviales de ces zones urbanisées.
Cette charge incombe désormais au « Syndicat mixte pour l’aménagement, la gestion et l’entretien du Canal de Vaucluse ». C'est lui qui a défini, en février 2003, un schéma d’aménagement afin d'éviter au maximum les risques d'inondations dans les secteurs urbanisés.
Dans un schéma directeur qui s'était fixé pour terme 2008, ont été programmés d'importants travaux de rénovation et d'aménagement des ouvrages hydrauliques de régulation (décharges, délestage, vannage, pompage, etc.) ainsi que la réalisation d'un nouvel exutoire.

### Étymologie
La dénomination de canal de Vaucluse n'a pas son origine dans le nom du département, mais de Fontaine-de-Vaucluse qui s’est appelé « Vaucluse » jusqu’en 1945. Ce rappel du nom de la « Vallis Clausa » indiquait clairement la provenance de ses eaux.

## Géographie
Seul de tout le réseau des Sorgues, le canal a la particularité d'évacuer les eaux de la Fontaine de Vaucluse hors de leur bassin versant naturel. Pour ce faire, il a été endigué sur une grande partie de son cours, ce qui lui permet de franchir le seuil de Vedène. Là, il sort du bassin des Sorgues pour se diriger vers Avignon et Sorgues.

### Hydrographie

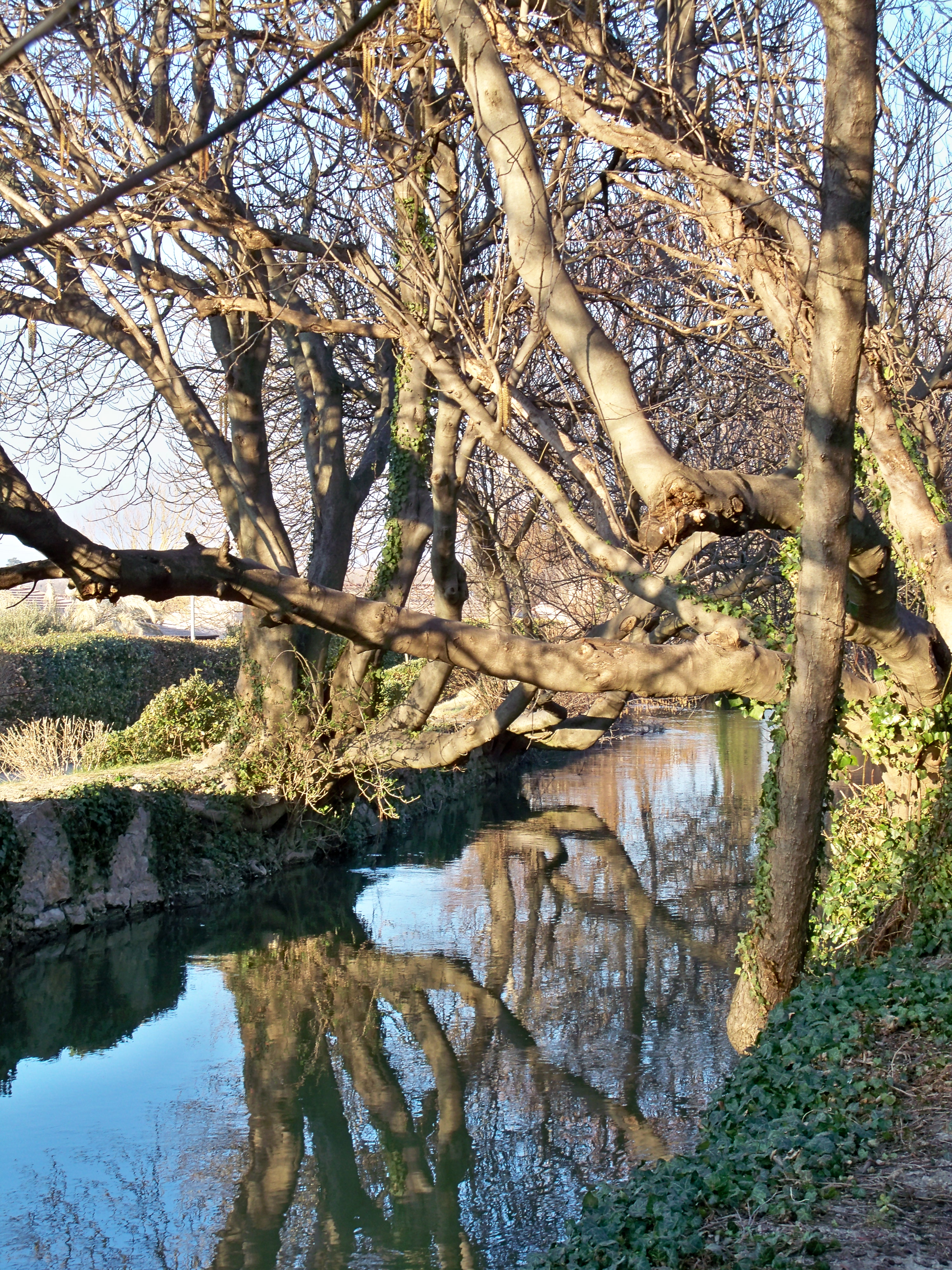
Canal de Vaucluse à l'entrée du quartier du « Pont des 2 eaux ».

Plus à l’aval, deux séries d’ouvrages ont permis de réguler son débit. Tout d'abord, au niveau des « Sept Espassiers » où prend naissance la Sorgue de la Rode, puis à la Pusque où cinq vannes de décharge et quatre vannes barrage permettent de fermer le canal en cas de fortes précipitations et de diriger ses eaux vers la Rode.
Arrivé au niveau du partiteur d’Eyguilles, près du lycée professionnel de Vedène, il se subdivise en deux bras. Le premier, long de 11 km, traverse Le Pontet et, via Réalpanier et le Pont-des-deux-eaux, rejoint Avignon où il pénètre par la Tour du Saint-Esprit ou Tour de la Sorguette. Le canal se jette ensuite dans le Rhône au sud des allées de l’Oulle. Le second, d’une longueur de 4 km, traverse la ville de Sorgues avant de se déverser dans l’Ouvèze au niveau du quartier de Pontillac.

### Hydrologie
L'ensemble de ces ouvrages de régulation permet de maintenir un débit à peu près constant dans le Canal de Vaucluse, de l’ordre de 3,8 à 4,0 m3/s.

#### Les crues
Tout au long de son cours, le canal reçoit la plus grande partie des eaux pluviales de Châteauneuf-de-Gadagne, Jonquerettes, Saint-Saturnin-lès-Avignon, Vedène, Le Pontet et Sorgues. Lors d'épisodes orageux exceptionnels, sa capacité d’évacuation ne pouvant suffire, un schéma d’aménagement hydraulique a été mis en place prévoyant toute une série d’aménagements permettant de réduire le risque d’inondation.

#### Pèche
Le canal de Vaucluse est classé rivière de 2e catégorie. Il peut donc, à ce titre, accueillir sur ses berges les pêcheurs possédant le permis adéquat.